# Nowosiołki (obwód uljanowski)
Nowosiołki (ros. Новосёлки) – osiedle w Rosji, w obwodzie uljanowskim, w rejonie melekeskim. W 2010 liczyło 2871 mieszkańców.